# Hilo Sud
Pour les articles homonymes, voir Hilo (homonymie).
Hilo Sud, en anglais South Hilo, est un district du comté d'Hawaï, sur l'île du même nom, aux États-Unis. Il couvre les flancs est du Mauna Kea et du Mauna Loa, deux des cinq grands volcans de l'île. Hilo, la plus grande ville et chef-lieu du comté et de l'île d'Hawaï se trouve dans le district.